# The Watcher in the Woods
The Watcher in the Woods is een film uit 1980 onder regie van John Hough. De film is gebaseerd op een roman van Florence Engel Randall.

## Verhaal
Meerdere decennia geleden verdween een jong meisje, genaamd Karen Aylwood, bij een vervallen kapel tijdens een zonsverduistering. Ongeveer dertig jaar later verhuist een Amerikaans gezin, bestaande uit Jan, Ellie, Helen en Paul Curtis, naar een Brits herenhuis dat dicht ligt bij die vervallen kapel. Mrs. Aylwood, de eigenaar van het verblijf, ontdekt dat Jan als twee druppels water lijkt op Karen.
Wanneer de meiden treuzelen door het bos, merken ze een vreemde aanwezigheid op. Jan ziet geestverschijnselen van Karen, die gevangen zit tussen spiegels. Ze is geblinddoekt en schreeuwt om hulp. Ondertussen merkt Ellie etherische gedachten op die misschien van Karen zijn. Dat is tenminste wat Jan denkt. Om Karen te helpen, probeert ze het mysterie rond haar verdwijning te ontrafelen. Wanneer ze op onderzoek gaat, ontdekt ze dat de inwoners en jeugdvrienden van Karen in het kleine dorp vrezen voor het onderwerp en zij laten er niets over los. Jan is ervan overtuigd dat de jeugdvrienden de waarheid weten, maar deze proberen te verbergen.
Via Ellies gedachten ontdekt Jan dat Karens verdwijning een link heeft met de zonsverduistering. In een poging contact met haar te zoeken zet ze de gebeurtenissen die plaatsvonden op de avond waarop ze verdween in scène. In de kapel weet een geest te communiceren via Ellies lichaam en zorgt ervoor dat Jan de lucht in zweeft. Mike Fleming redt haar echter. Rond dezelfde tijd verdwijnt de zonsverduistering en verschijnt een geblinddoekte Karen. Ze verwijdert deze blinddoek op hetzelfde moment dat haar moeder de kapel binnenkomt.

## Rolverdeling
| Acteur             | Personage     |
| ------------------ | ------------- |
| Lynn-Holly Johnson | Jan Curtis    |
| Kyle Richards      | Ellie Curtis  |
| Bette Davis        | Mrs. Aylwood  |
| Carroll Baker      | Helen Curtis  |
| David McCallum     | Paul Curtis   |
| Benedict Taylor    | Mike Fleming  |
| Katharine Levy     | Karen Aylwood |

## Trivia
- De film staat bekend om zijn veelvoudige veranderingen van het scenario. Zo zijn er uiteindelijk vier verschillende eindes, waarvan er drie zijn opgenomen. De regisseur was niet betrokken bij de verschillende eindes.
- Het huis van Keller werd ook gebruikt in The Haunting (1963).
- Diane Lane deed auditie voor de film.